# Ronald Speirs
Ronald Speirs (Edinburgh, 20 april 1920 – St. Marie, Verenigde Staten, 11 april 2007) was een Amerikaans militair en gevangenisgouverneur. Tijdens de Tweede Wereldoorlog leidde hij Dog en Easy Company van het 506th Parachute Infantry Regiment, 101st Airborne Division, beschreven in het boek en de televisieserie Band of Brothers. Speirs werd geboren in Edinburgh, Schotland, maar hij groeide op in Portland in de Amerikaanse staat Maine.

## Tweede Wereldoorlog
Dankzij militaire training tijdens zijn middelbareschooltijd kreeg Ronald Speirs een aanstelling bij een infanteriedivisie. Hij verkoos echter een andere carrière en Speirs meldde zich aan bij de parachutisten. In 1942 werd hij aangesteld als pelotonscommandant van D Company, 506th PIR, 101st Airborne Division in Camp Toccoa, Georgia. Na de training vertrok Speirs met zijn compagnie naar Europa om zich voor te bereiden op de oorlog. Op D-Day kwam Speirs luitenant Richard Winters te hulp bij de acties in Manoir de Brécourt, waarbij Duitse kanonnen (8,8cm-Flak) die gericht waren op Utah Beach onschadelijk werden gemaakt. Speirs en zijn peloton maakten het vierde kanon onschadelijk. In Normandië, raakte hij gewond in het gezicht en knie door een Duitse steelhandgranaat, hij werd geëvacueerd naar een ziekenhuis, later kwam hij weer bij zijn eenheid in Engeland voorafgaand aan de sprong in Holland.
In Holland, Rendijk, 10 oktober 1944 Market Garden was hij de eerste Amerikaan die vrijwillig en alleen de Nederrijn overzwom. Nadat hij vijandelijke activiteiten had gelokaliseerd vond hij ter plekke een rubberboot en ging terug naar zijn eigen linie. Bij deze soloactie werd hij in zijn achterste geraakt door vijandelijk vuur. (Het gerucht ging dat zijn schotwond niet van vijandelijk vuur kwam maar door zijn eigen mannen). De vergaarde informatie van Speirs was van cruciaal belang voor alle toekomstige patrouilles. Voor deze actie alleen kreeg Ronald Speirs zijn Silver Staronderscheiding. Dit hele voorval werd overigens niet in Band of Brothers weergegeven, omdat Ronald Speirs destijds was aangesteld in D-company. Tijdens de Slag om de Ardennen werd Speirs door kapitein Winters aangesteld als leider van Easy Company. Toen de oorlog was afgelopen had Ronald Speirs inmiddels de rang van kapitein.
Speirs stond bekend als een "fearless soldier". Gedurende de oorlog werd Speirs gezien als iemand die zijn plicht deed, ongeacht wat er gebeurde. Ronald Speirs was ook een man waarover onder de soldaten vele verhalen de ronde deden. Hij zou in Frankrijk een aantal Duitse krijgsgevangenen hebben neergeschoten, na ze eerst vriendelijk een sigaret te hebben aangeboden. Ook zou Speirs tijdens het beleg van het Belgische Foy in zijn eentje dwars door de Duitse linies zijn gerend. Dit waagstuk herhaalde hij meteen daarop door nogmaals door de Duitse linie terug naar zijn eigen eenheid te lopen. Bovendien schoot hij een opstandige dronken sergeant uit zijn eigen compagnie dood. Deze sergeant negeerde zijn bevel (om zich niet te verplaatsen) herhaaldelijk en bedreigde hem door naar zijn wapen te grijpen. Dit voorval is bevestigd door ooggetuige Art DiMarzio en Richard Winters. Speirs heeft het (zijn zelfverdediging) destijds aan zijn meerdere gemeld (commanding officer, Captain Jerre S Gross). De volgende dag werd zijn meerdere dodelijk getroffen, mede hierdoor is het voorval zonder gevolg gebleven.
Speirs heeft de meeste geruchten nooit bevestigd noch ontkend.
Dick Winters concludeerde dat in het hedendaagse leger Speirs waarschijnlijk voor de krijgsraad zou zijn gebracht en beschuldigd zou zijn van wreedheden, maar destijds waren officieren zoals Speirs te waardevol omdat ze niet bang waren om de vijand aan te pakken. Tientallen jaren na de oorlog, in een interview met de toenmalige staatsvertegenwoordiger van Pennsylvania, John D. Payne, verklaarde Winters dat de juridische afdeling van uitgever van Band of Brothers, Simon & Schuster, zich zorgen maakte dat de beschuldigingen rond Speirs tot een rechtszaak zouden kunnen leiden, wat Winters ertoe bracht hem rechtstreeks te confronteren over het gerucht. Winters ging verder met te zeggen dat Speirs niet alleen de beschuldiging bevestigde, maar ook een brief in die zin schreef aan Simon en Schuster.

## Na de oorlog
Na de Tweede Wereldoorlog besloot Ronald Speirs in het leger te blijven. Hij nam deel aan de Koreaanse Oorlog, waar hij een "Rifle Company" leidde. In 1956 volgde hij Russische les in Monterey, Californië en werd toen overgeplaatst naar Potsdam, East Company. Daar werkte hij als verbindingsofficier tussen het Amerikaanse en het Russische leger.
Twee jaar later in 1958 werd Speirs aangesteld als de Amerikaanse gouverneur van de Spandau-gevangenis in Berlijn, waar onder andere Rudolf Hess, de rechterhand van Adolf Hitler, zijn levenslange straf uitzat. Gedurende zijn tijd in Spandau, vertelde gevangene Albert Speer in zijn boek Spandau: The Secret Diaries, over een "hard-nosed, irritating American Commandant". Die man werd later geïdentificeerd als Ronald Speirs. In 1962 vertrok Speirs met het Amerikaanse leger naar Laos.
Na alle oorlogen trok Speirs zich terug in Montana, en was zelden op reünies te vinden. Ronald Speirs was wel aanwezig bij de plechtigheden op Utah Beach, D-Day 2001. Het was de eerste keer sinds 1945 dat Richard Winters en Ronald Speirs elkaar tegenkwamen. Veel veteranen uit de Tweede Wereldoorlog die met Ronald Speirs gevochten hebben raken niet uitgesproken over deze legende.
Op 11 april 2007 overleed Ronald Speirs op 86-jarige leeftijd.

## Band of Brothers
In de miniserie Band of Brothers wordt het personage van Ronald Speirs vertolkt door acteur Matthew Settle.

## Decoraties
- Combat Infantry Badge 2nd Awards
- Parachutist Badge with 3 combat jump stars
- Silver Star
- Bronze Star Medal with two Oak Leaf Clusters
- Purple Heart with three Oak Leaf Clusters
- World War II Victory Medal
- Presidential Unit Citation with one Oak Leaf Cluster
- American Campaign Medal
- European-African-Middle Eastern Campaign Medal with three Service Stars and Arrowhead Device
- Army of Occupation Medal
- National Defense Service Medal
- Croix de guerre with Palm
- Medal of a liberated France
- Korean Service Medal with three Service Stars
- Korea Defense Service Medal with three Service Stars
- United Nations Korea Medal
- Vietnam Service Medal with three Service Stars
- Vietnam Campaign Medal